# Невеста (фильм, 1956)
«Невеста» — советский художественный полнометражный чёрно-белый фильм, снятый режиссёром Григорием Никулиным и Владимиром Шределем на киностудии «Ленфильм» в 1956 году.
По мотивам одноимённого рассказа А. П. Чехова.

## Сюжет
Дореволюционная Россия, провинциальный городок. Марфа Михайловна Шумилина выдаёт свою внучку Надю за Андрея Андреевича, сына священника, составляя «выгодную партию». Надя, мечтающая выйти замуж, как ей кажется, любит «своего избранника» и вполне счастлива ожидаемым будущим.
Но в разгар приготовления свадьбы из Москвы приезжает поправить своё здоровье знакомый семьи Саша, воспитанник Марфы Михайловны. Он много времени проводит с Надей, ведя с ней беседы.
Постепенно слова Саши находят отклик в душе девушки, и она начинает смотреть на окружающий мир его глазами. Её начинает угнетать мещанское существование близких, она, прозревая, обнаруживает своего жениха не таким, как она о нём думала, а будущая «семейная идиллия» уже не кажется ей такой привлекательной — и, сбегая из-под венца, она уезжает в Москву.

## В ролях
- Татьяна Пилецкая — Надежда Шумина
- Юрий Пузырёв — Александр Тимофеевич
- Олег Басилашвили — Андрей Андреевич
- Ольга Казико — Марфа Михайловна Шумина, бабушка Надежды
- Роза Свердлова — Нина Ивановна Шумина, мать Надежды
- Фёдор Никитин — отец Андрей, священник, отец Андрея Андреевича
- Борис Коковкин — Мокий Петрович
- Анна Шатрова — Глаша, служанка
- Жанна Сухопольская — белошвейка
- Константин Барташевич — эпизод

## Съёмки

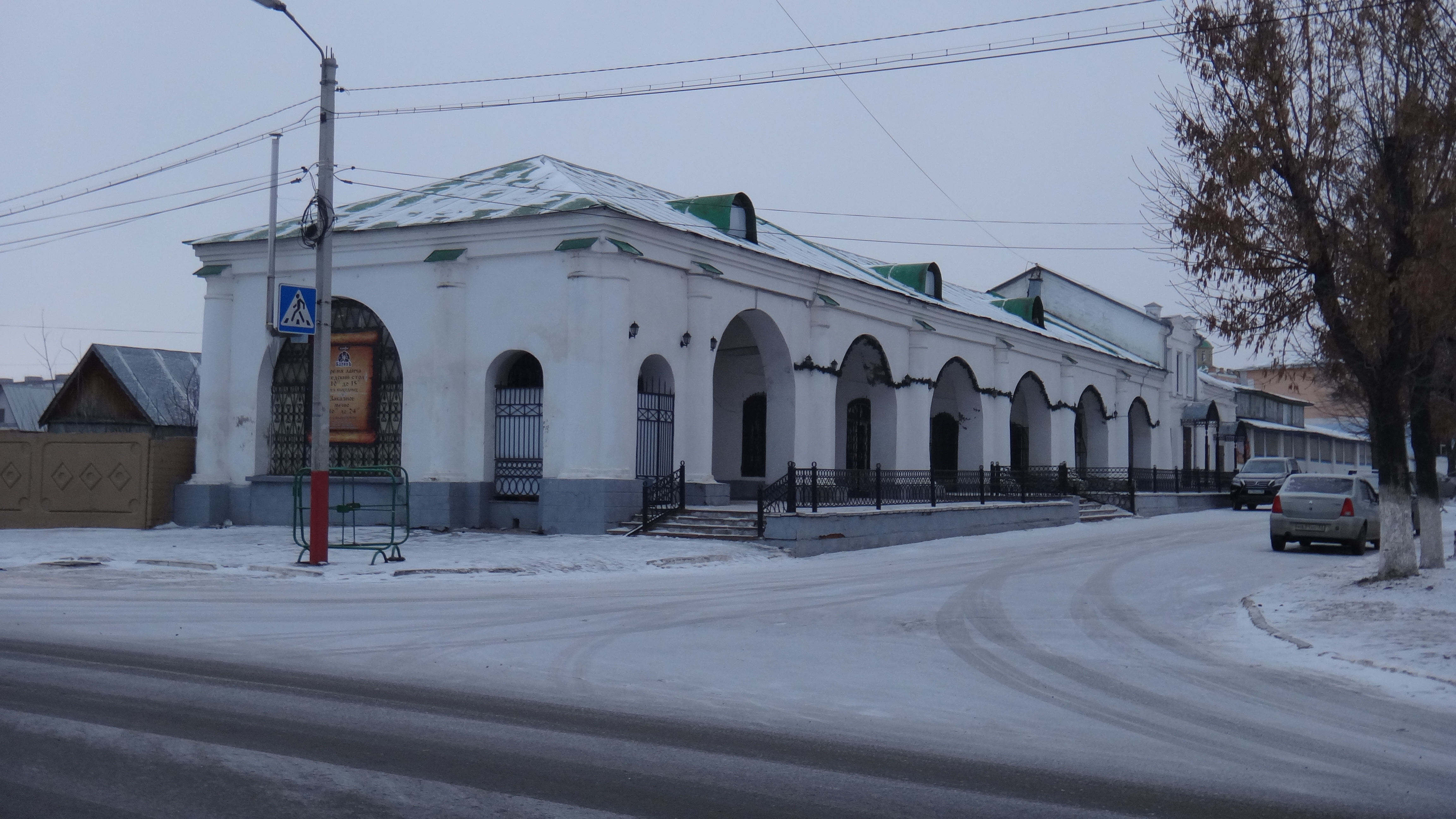
Торговые ряды

Место съёмок — город Муром, подходящий для воссоздания обстановки старинного купеческого города. Для съёмок были выбраны особняк купца Каратыгина, парк у дома графини Уваровой в Карачарове, торговые ряды на главной площади и некоторые другие объекты. В массовых сценах приняли участие жители города.
Фильм был дебютом начинающих режиссёров Григория Никулина и Владимира Шределя.
Художником-постановщиком фильма был Семён Малкин, ещё до войны работавший над экранизацией Чехова и первой советской экранизацией Шекспира.
Главную роль исполнила Татьяна Пилецкая — начинающая, но уже известная зрителю по главной роли Тани Огневой в картине «Разные судьбы», и, по её словам, она была благодарна режиссёру Григорию Никулину за роль Надежды — кардинально другого по характеру персонажа. При этом актриса считала роль Нади в фильме самой трудной своей работой в кино, сама критически к ней относилась, и через годы, став опытнее, сокрушалась, что роль не переиграть:

Не понимала я тогда томительного состояния героини, жгучего её желания вырваться из всего, что её окружало… А, знаете, что самое обидное в профессии? Ощущение, что возможности сегодняшние невозможно реализовать в старом материале. Сейчас бы Надю сыграть….— исполнительница главной роли Татьяна Пилецкая, 1993 год
Для Олега Басилашвили роль Андрея Андреевича стала не только первой в кино, но и предопределила его экранное амплуа:

Интересно, что экранный дебют стал своего рода эскизом человеческого типа, который долгое время суждено было воплощать актёру. Уже первая роль оказалась показательной для будущих, хорошо запомнившихся зрителю героев Басилашвили: им редко везет в любви, они закованы в рамки формальных представлений о благополучии, эрудированные, удачливые в карьере, во всем знают меру и крайне редко становятся жертвами необъяснимой страсти, часто бывают абсолютно лишены юношеского азарта и романтических настроений.— киновед Лев Парфёнов, «Кино России: актёрская энциклопедия»
Критикой высоко была оценена дебютная работа Басилашвили, сумевшего незаметно показать определённый характер своего героя:

Герой Басилашвили не совершал в фильме ни злых, ни добрых поступков. Мы так и не узнавали, как встретил он отказ невесты и как пережил драму своей несостоявшейся любви. Роль проходила вне основного конфликта произведения, не раскрывала характера героя в столкновении с другими характерами. Тем труднее было актёру выйти за пределы иллюстрации человеческой ординарности, посредственности и раскрыть явление. Возможно, авторы фильма такой задачи здесь и не ставили, — просто проявилось качество, свойственное дарованию Басилашвили, та легкая непринужденная импровизационность, которая расцвечивает образ множеством маленьких, но бесценных находок. Актёр сыграл то, что «над» сюжетом, «сверх» строк, и вполне заурядная фигура Андрей Андреича обрела более глубокий художественный смысл.— сборник «Актёры советского кино», Том 13, 1977 год
Через 30 лет было отмечено, что уже в этом первом появлении на экране проявилась способность Олега Басилашвили импровизируя показывать характер героя:

Казалось, актёр благожелательно наделял своего героя одними приятными чертами. Но от кадра к кадру все четче вырисовывался портрет хотя и мягкого, благовоспитанного человека, но твердо убежденного, что мир существует только для его удовольствия. А как он водил свою невесту по дому, где им предстояло жить, приглашая радоваться новой модной мебели, выписанной из Петербурга! Он не снимал руки уверенного владельца с Наденькиной талии и словно бы примерял её, Наденьку, к этим роскошным интерьерам, окидывая таким же точно оценивающим взглядом, каким только что скользил по блестящей поверхности нового беккеровского рояля. В горделивом восторге, с которым Андрей Андреевич принимал этот парад недвижимой и движимой собственности, было и что-то почти непристойное. Роль предлагала иллюстрацию человеческой ординарности, посредственности. Актёр вышел за эти пределы.
— журнал «Звезда», 1985 год

## Критика экранизации
Картина «Невеста» как-то прошла мимо внимания критики. Единичные отзывы о фильме прозвучали как приговор над ним (причем приговор справедливо суровый). Рецензия кинокритика Д. Оганяна уже самим названием — «Скучный Чехов» — указывала на главный, но не единственный недостаток этой работы. Дело, разумеется, не в отсутствии увлекательной интриги. Скучный не только в силу очевидной старомодности кинематографического языка картины. Скучный, потому что авторы экранизации не сумели своим «пересказом» Чехова взволновать современного зрителя, заставить его сопереживать, поверить в истинность и значительность того, что происходит на экране. В этом — главный порок данной экранизации. Авторы настолько увлеклись извлечением «идеи», «рационального зерна», что в результате создали бескровную, удручающе бледную иллюстрацию. В фильме «Невеста» дидактика и резонерство подавили искру поэзии, рационализм трактовки рассказа вывел картину за пределы искусства, немыслимого вне эмоциональной сферы. Оголенность приема, заданность, расчетливость, назидательность не менее враждебны духу Чехова, нежели беззаботная зрелищность, утрированная «красивость», внешний динамизм действия.— У. А. Гуральник, д.ф.н., историк русской литературы XIX века, ведущий раздела истории литературы в журнале «Вопросы литературы»
Отмечая сложность экранизации именно этого рассказа, отличающегося от других произведений писателя, фильм «по мотивам А. П. Чехова» был признан далёким от него:

Но «мотивы» в фильме оказались как раз не чеховскими, чеховским был лишь фабульный материал. Если весеннее буйство в природе передано в рассказе разнобойным верещаньем лягушек, то в фильме первые кадры панорамы захолустного городка сопровождаются неистовством симфонического оркестра, «несущего тему весны». Верная мысль выражена неточно и в то же время прямолинейно. Стремление сделать фильм простым, без лишних сложностей и приводит постановщиков к таким обнаженным решениям, неспособным донести до зрителя авторскую мысль.— киновед Н. С. Горницкая